# Truck Racing

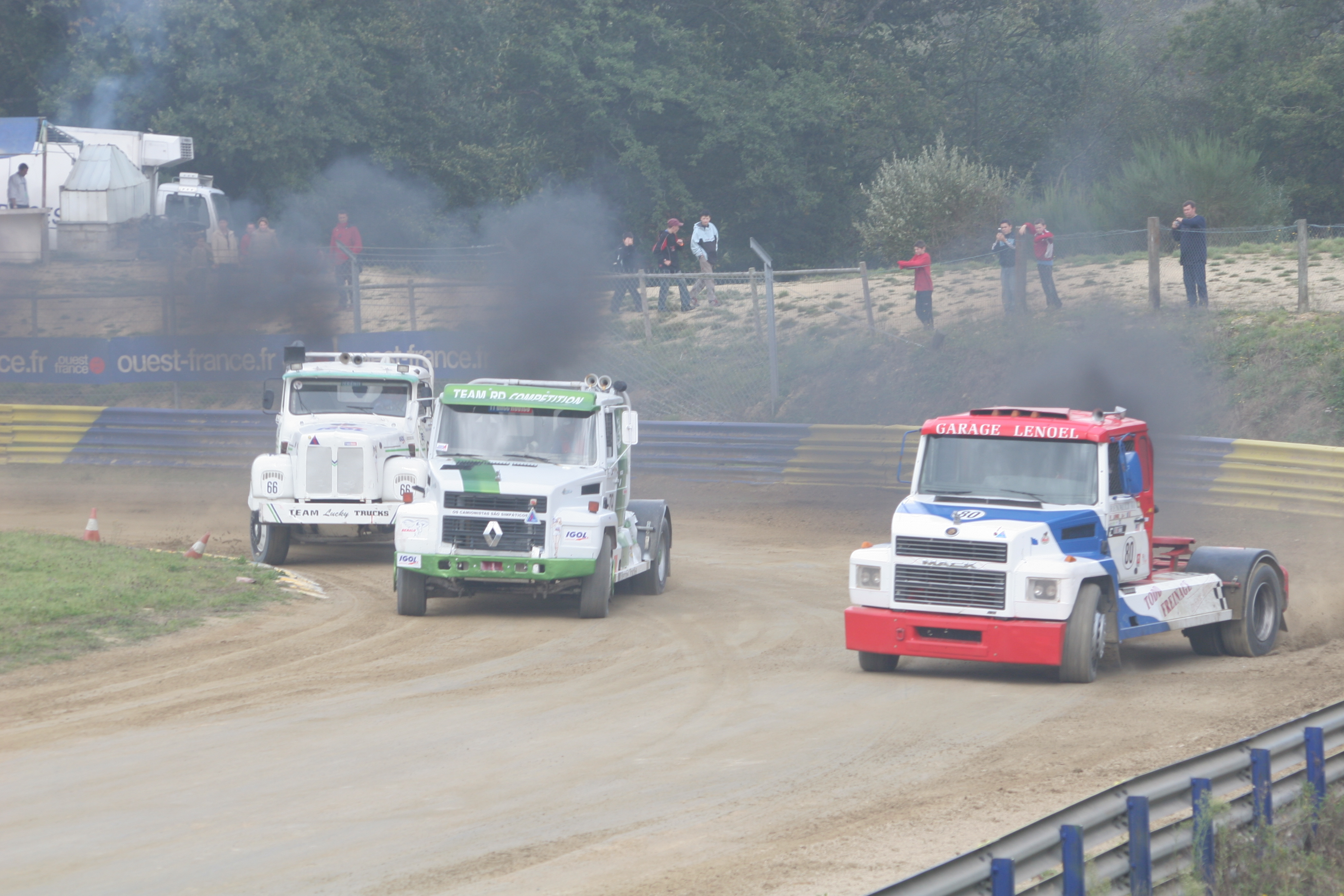
Ein Truckrennen auf der zum Teil geschotterten Rallycross-Strecke von Kerlabo in Frankreich

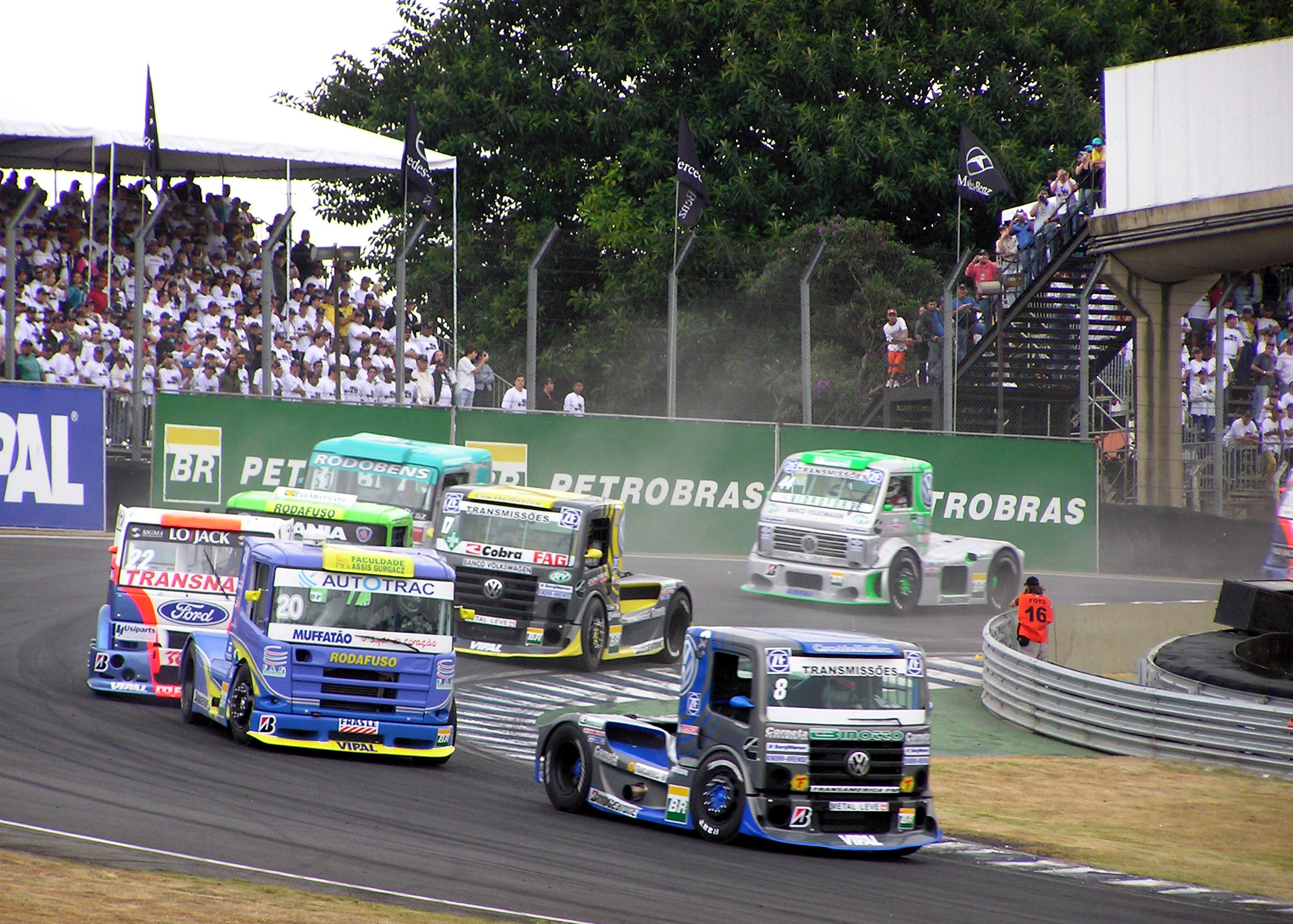
Fórmula Truck 2006 in Interlagos

Mit dem Begriff Truck Racing bzw. Lkw-Rennen werden Motorsportrennen mit Lastkraftwagen auf Rundstreckenkursen bezeichnet. Die europäische Rennserie ist die Truck-Racing-Europameisterschaft, die unter dem Patronat der FIA ausgetragen wird.

## Geschichte
Die Idee dazu wurde erst Ende der 1970er-Jahre von niederländischen Motorsportfans nach Europa importiert. Sie hatten vergleichbare Wettbewerbe in den USA gesehen, die dort auf unbefestigten Pisten ausgetragen wurden. 1980 organisierten die Niederländer eine Demonstrationsveranstaltung auf der Rennstrecke von Zandvoort. Im darauf folgenden Jahr wurde am 23. Mai die Organisation Stichting Truck Racing Power Festival (STPF) gegründet. Diese organisierte das erste Truckrennen in Europa, das auf einem Kurs in der Nähe von Nijmegen stattfand. Parallel dazu entwickelte sich die neue Motorsportdisziplin in Frankreich, auf der berühmten Strecke von Le Mans gab es 1981 erstmals eine Veranstaltung mit dem Titel 24 heures camion.
Aufgrund der Zuschauerresonanz internationalisierten sich die Truckrace-Aktivitäten 1983. So gab es in diesem Jahr ein Rennen in Assen (Niederlande), an dem erstmals auch britische Fahrer teilnahmen. Schon 1984 wurde die Serie um Rennen in Großbritannien (Brands Hatch und Donington Park) erweitert. Diese Entwicklung führte dazu, dass Rennteams, Rennstreckeneigner und Veranstalter die European Truck Racing Organisation (ETRO) als Interessenvereinigung gründeten. Die ETRO (später umbenannt in ETRA, European Truck Racing Association) richtete 1985 erstmals eine Truck-Europameisterschaft aus, die sieben Wertungsläufe umfasste. ETRO bzw. ETRA blieben fast zehn Jahre lang Ausrichter der Europameisterschaft; 1994 übernahm dann der Welt-Automobilsport-Verband Fédération Internationale de l’Automobile (FIA) das Patronat über die Rennserie, die zunächst als FIA-Europapokal ausgefahren wurde und ab 2006 den Status einer FIA-Europameisterschaft erhielt.

## Trucks
In den Anfangsjahren wurde Truck Racing mit serienmäßigen Straßenlastwagen betrieben. Die Rennteilnehmer kamen üblicherweise mit ihren Sattelzügen an die Rennstrecke, kuppelten die Auflieger ab und bestritten die Wettbewerbe mit ihren Zugmaschinen. Die Einteilung erfolgte in drei Klassen, die sich zunächst nach der Leistung richteten: A bis 300 PS, B 300 bis 360 PS, C 360 bis 400 PS. Später wurde die Unterscheidung entsprechend dem Hubraum vorgenommen (bis 12, 12 bis 14 und über 14 Liter).
Als die EM-Serie bei der FIA landete, hatte bereits eine starke Professionalisierung eingesetzt. Die Lastwagen wurden speziell für die Rennen präpariert, auch Komponenten wie Reifen, Bremsen (mit Wasserkühlung), Turbolader oder Einspritzpumpen waren für den Renneinsatz adaptiert. Einen ersten Höhepunkt dieser Entwicklung stellte die Konstruktion eines speziellen Hauben-Lkw durch den Fahrer Gerd Körber beziehungsweise dessen Firma Bickel-Tuning in Rheinau dar. Körber gewann mit dem Phönix, in dem neben reinrassiger Renntechnik Komponenten aus der MAN-Serienfertigung verbaut waren, auf Anhieb 1991 den EM-Titel in seiner Klasse.
Von der FIA wurde eine neue Klassifikation der Renntrucks vorgenommen in eine seriennahe Kategorie (Race Class) und eine Prototypenserie (Super Race Class), in der sich vor allem die werksunterstützten Teams versammelten. Die Boliden in der Super Race Class wiesen nach einigen Jahren Leistungen um 1500 PS bei etwa 5000 Nm Drehmoment auf. Die Beschleunigung der rund fünf Tonnen schweren Trucks von 0 auf 100 erfolgte in weniger als vier Sekunden. Die kostenintensive Hochrüstung führte in eine Sackgasse, aus der die Super Race Class keinen Ausweg fand, so dass sich zunächst die Hersteller aus dem Trucksport mit Prototypen zurückzogen. Die Klasse wurde mit Beginn der Saison 2006 endgültig aus dem Reglement genommen. Seitdem gehen nur noch Fahrzeuge in der seriennahen Race Class an den Start. In dieser Kategorie müssen bestimmte Bauteile – zum Beispiel die Fahrerhäuser – unverändert aus homologisierten Straßen-Lkw übernommen werden. Trotzdem liegen die Leistungen der stärksten Fahrzeuge bei 1250 PS Leistung und deutlich über 5000 Nm Drehmoment.

## Fahrer
In den Anfangsjahren dominierten hauptberufliche Lkw-Fahrer den Trucksport auf der Rundstrecke. Erst mit dem Beginn der Prototypenserie übernahmen zunehmend professionelle Motorsportler die Cockpits. Fahrer wie die Briten Rod Chapman und Rekordmeister Steve Parrish hatten sich zuvor bereits in anderen Motorsport-Disziplinen Meriten erworben. Chapman war in den 1970ern ein europaweit bekannter Rallycrosser, während Parrish lange Zeit Motorradrennen gefahren war. Die späteren Europameister Fritz Kreutzpointner, Markus Oestreich (beide Deutschland) und Harri Luostarinen (Finnland) kamen aus der Tourenwagen- beziehungsweise der Rallye-Szene. Der Europameister des Jahres 2007, Markus Bösiger (Schweiz), war früher mehrmals Weltmeister bei den Motorrad-Seitenwagenfahrern und mit Slim Borgudd (Schweden) nahm sogar ein ehemaliger Formel-1-Pilot (und ABBA-Schlagzeuger) für einige Zeit an der Truck-EM teil. Sein Können stellte Borgudd mit dem Gewinn von zwei EM-Titeln unter Beweis.

## Rennstrecken
Die European Truck Racing Championship umfasste in den letzten Jahren meist neun Rennen, die auf Rennstrecken in Belgien (Circuit Zolder), Frankreich (Le Mans und Circuit de Nogaro), Italien (Misano Adriatico), Spanien (Circuit de Pedralbes, Circuito de Albacete und Circuito del Jarama) sowie der Tschechischen Republik (Autodrom Most) stattfinden. Der Saisonhöhepunkt ist seit vielen Jahren der Deutsche Truck-Grand-Prix auf dem Nürburgring, bei dem der veranstaltende ADAC Mittelrhein in guten Jahren kumuliert bis zu 220.000 Besucher zählte. 2007, bei der 21. Auflage des Spektakels, lag die offizielle Besucherzahl bei rund 180.000. Nachdem die Formel 1 künftig nicht mehr jährlich in der Eifel gastieren wird, übernimmt der Truck Grand Prix in den Kalkulationen der Veranstalter sowie der regionalen Wirtschaft die Rolle als umsatzstärkste Motorsportveranstaltung auf der deutschen Rennstrecke.

## Weitere Serien
In Europa existieren neben dem FIA-Championat noch nationale Truck-Racing-Meisterschaften in Großbritannien, den Niederlanden, Finnland, Frankreich und Spanien. 
Professioneller wurde Truck Racing in Australien und Neuseeland betrieben. Dort bestand viele Jahre lang eine Serie, die in Bezug auf Professionalität und Zuschauerinteresse durchaus mit den parallel ausgetragenen Rennen in Europa vergleichbar war. 2002 wurde die Meisterschaft aufgrund von Dissonanzen zwischen Fahrern beziehungsweise Teams auf der einen und Organisatoren auf der anderen Seite während der laufenden Saison beendet.
In Südamerika liegt der Schwerpunkt der Formula Truck in Brasilien und wird seit 1996 von der Organisation O Carreteiro Racing gemanagt und umfasste 2007 ebenso wie die Europameisterschaft neun Veranstaltungen.